# Reigneville-Bocage
Reigneville-Bocage è un comune francese di 28 abitanti situato nel dipartimento della Manica nella regione della Normandia.

## Società

### Evoluzione demografica
Abitanti censiti